# Bezwodno
Bezwodno (bułg. Безводно) – wieś w Bułgarii, w obwodzie Kyrdżali, w gminie Czernooczene. Według danych szacunkowych Ujednoliconego Systemu Ewidencji Ludności oraz Usług Administracyjnych dla Ludności, 15 czerwca 2020 roku miejscowość liczyła 56 mieszkańców.

## Ludność
W spisie ludności w Bułgarii z 2011 r. na 84 osoby w Bezwodnie 83 osoby określiły się jako etniczni Turcy. Mieszkańcy są muzułmanami, a we wsi znajduje się meczet.